# Gmail Notifier
Gmail Notifier fue un programa diseñado para Windows 2000 en adelante, que revisa sin necesidad de abrir el explorador, la cuenta de Gmail configurada, y muestra un resumen de los mensajes nuevos. El sistema que usa el programa es RSS. Fue descontinuado a inicios de 2014 para integrarse en Google Chrome y la aplicación para Android.
También fue una extensión de Mozilla Firefox con la misma utilidad. Se descarga desde el propio navegador y tras configurarlo apropiadamente puede conectarse automáticamente a tu cuenta Gmail avisándote de los correos electrónicos no leídos. Al ser Firefox multiplataforma, también lo es su extensión. Actualmente su sucesor X-notifier, desarrollado por Byungwook Kang, utiliza otros servicios de correo electrónico como Outlook y Yahoo Mail además de notificaciones sin necesidad de acceder directamente a ellos.